# Piedimonte Matese
Piedimonte Matese község (comune) Olaszország Campania régiójában, Caserta megyében.

## Fekvése
A megye északkeleti részén fekszik, Nápolytól 60 km-re északra, Caserta városától 30 km-re északi irányban. Határai: Alife, Campochiaro, Castello del Matese, Cusano Mutri, Guardiaregia, San Gregorio Matese, San Potito Sannitico és Sant’Angelo d’Alife.

## Története
Első írásos említése a 9. századból származik. A következő századokban nemesi birtok volt. A 19. században nyerte el önállóságát, amikor a Nápolyi Királyságban felszámolták a feudalizmust.

## Népessége
A népesség számának alakulása:

## Főbb látnivalói
- San Tommaso d'Aquino-templom
- Santa Maria Occorrevole-templom
- Santa Maria di Costantinopoli-templom
- San Sebastiano-templom
- San Rocco-templom
- San Giovanni-templom
- San Francesco-templom
- Salvatore-templom
- San Biagio-kápolna
- Santa Maria Maggiore-bazilika
- San Michele-templom